# Norma jurídica positiva
Una norma jurídica positiva es una regla que, en Derecho, rige imperativamente la conducta de las personas en sus relaciones sociales y cuya observancia garantiza el estado mediante sanciones.

## Causas
- Racionalidad: adaptación del contenido como medio de acto para el fin de la norma.
- Bilateralidad: que afecta a los demás.
- Coercitividad: exigibilidad de la norma (sin coacción).

El derecho humano es un conjunto de normas jurídicas, cuyo fin es ordenar la convivencia de la comunidad, en los distintos tiempos y lugares, basándose en el derecho natural. Distinguimos los siguientes tipos de derechos:
- Positivismo: no existe el Derecho natural.
- Positivismo moderado: el derecho natural son principios prácticos o valores morales que reflejan el ideal de justicia.

## Elementos de la norma jurídica
Toda norma jurídica contiene una serie de elementos:
- Supuesto de hecho: actividad humana que da origen a que la norma se cumpla.
- Contenido: mandato o prohibición en que la norma consiste.
- Sanción o efectos de la norma: toda medida desfavorable para la persona a la que se aplique.
- Ordinarias: cumplimiento de la norma.
- Extraordinarias: no se cumple la norma, por lo que existirá una sanción desfavorable para la persona a la que se aplica.

La pena es un tipo de sanción establecida por el poder positivo del estado.

## Clasificación de las normas

### Por su origen
- - Legales: norma elaborada y promulgada por el estado conforme a la constitución.
  - Consuetudinarias (): norma de conducta constante y observada por la generalidad con la convicción de que obliga jurídicamente.

### Por su dependencia
- - Autónomas: integran por sí misma un mandato o prohibición jurídica sin que para ella necesite ninguna otra norma.
  - Heterónomas incompletas: no tienen sentido si no es en conexión con otras normas.

#### Definición legal
- Ficción legal: se supone realizado un hecho que no ha existido, pero que de haber existido se le aplicará la misma norma (ej: hijo natural y adoptivo).
- Norma en blanco: aquella que refiriéndose en su contenido a otra, sin mencionarla, modifica algunos de sus elementos.

### Por su eficacia
- - Imperativas: en su cumplimiento se excluyen a la voluntad de las partes.
  - Permisiva: las partes han de ponerse de acuerdo, si no la ley actúa.